# Calyptrocarya glomerulata
Calyptrocarya glomerulata là một loài thực vật có hoa trong họ Cói. Loài này được (Brongn.) Urb. mô tả khoa học đầu tiên năm 1900.